# Trancoso kommun, Mexiko
Trancoso är en kommun i Mexiko.   Den ligger i delstaten Zacatecas, i den centrala delen av landet, 500 km nordväst om huvudstaden Mexico City. Arean är 215 kvadratkilometer.
Terrängen i Trancoso är lite kuperad.
Följande samhällen finns i Trancoso:
- Trancoso
- San José del Carmen
- El Porvenir
- Rubén Jaramillo
- San Salvador del Bajío